# Ljuba Welitsch
Ljuba Welitsch, bułg. Люба Величкова Luba Weliczkowa (ur. 10 lipca 1913 w Borisowie, zm. 31 sierpnia 1996 w Wiedniu) – bułgarska śpiewaczka, sopran.

## Życiorys
Jako dziecko uczyła się gry na skrzypcach. Studiowała u Georgiego Złatewa-Czerkina w konserwatorium w Sofii oraz u Theo Lierhammera w Konserwatorium Wiedeńskim. Na scenie zadebiutowała w 1934 roku w Sofii rolą w Luizie Gustave’a Charpentiera. Śpiewała w teatrach operowych w Grazu (1937–1940), Hamburgu (1940–1943) i Monachium (1943–1946). W 1944 roku wykonała tytułową partię w Salome Richarda Straussa pod batutą kompozytora na koncercie z okazji 80. rocznicy jego urodzin. Rolą tą debiutowała później w Londynie (1947) i Metropolitan Opera w Nowym Jorku (1949). Od 1946 do 1958 roku związania była z Operą Wiedeńską. W 1948 roku w roli Dony Anny w Don Giovannim W.A. Mozarta debiutowała na festiwalu operowym w Glyndebourne.
Poza rolą Salome i Dony Anny zasłynęła też tytułowymi partiami w Aidzie Giuseppe Verdiego i Tosce Giacomo Pucciniego, a także jako Minnie w Dziewczynie ze Złotego Zachodu i Musetta w Cyganerii. Zagrała jako aktorka w kilku amerykańskich filmach, występowała też w telewizji australijskiej. Dokonała nielicznych nagrań płytowych, głównie dla wytwórni Decca Records i Deutsche Grammophon.